# Cuncy-lès-Varzy
Cuncy-lès-Varzy ist eine französische Gemeinde mit 122 Einwohnern (Stand 1. Januar 2022) im Département Nièvre in der Region Bourgogne-Franche-Comté (vor 2016 Bourgogne). Sie gehört zum Arrondissement Clamecy und zum Kanton Clamecy. 

## Geographie
Cuncy-lès-Varzy liegt etwa 50 Kilometer nordöstlich von Nevers. Nachbargemeinden von Cuncy-lès-Varzy sind Villers-le-Sec und Saint-Pierre-du-Mont im Norden, Ouagne im Nordosten, Saint-Germain-des-Bois im Nordosten und Osten, Beuvron im Osten, Parigny-la-Rose im Süden sowie Varzy im Westen.
Durch die Gemeinde führt die Via Lemovicensis, einer der vier historischen „Wege der Jakobspilger in Frankreich“.

## Bevölkerungsentwicklung
| Jahr                       | 1962 | 1968 | 1975 | 1982 | 1990 | 1999 | 2006 | 2011 | 2020 |
| Einwohner                  | 203  | 200  | 171  | 154  | 141  | 142  | 149  | 141  | 126  |
| Quellen: Cassini und INSEE |      |      |      |      |      |      |      |      |      |

## Sehenswürdigkeiten

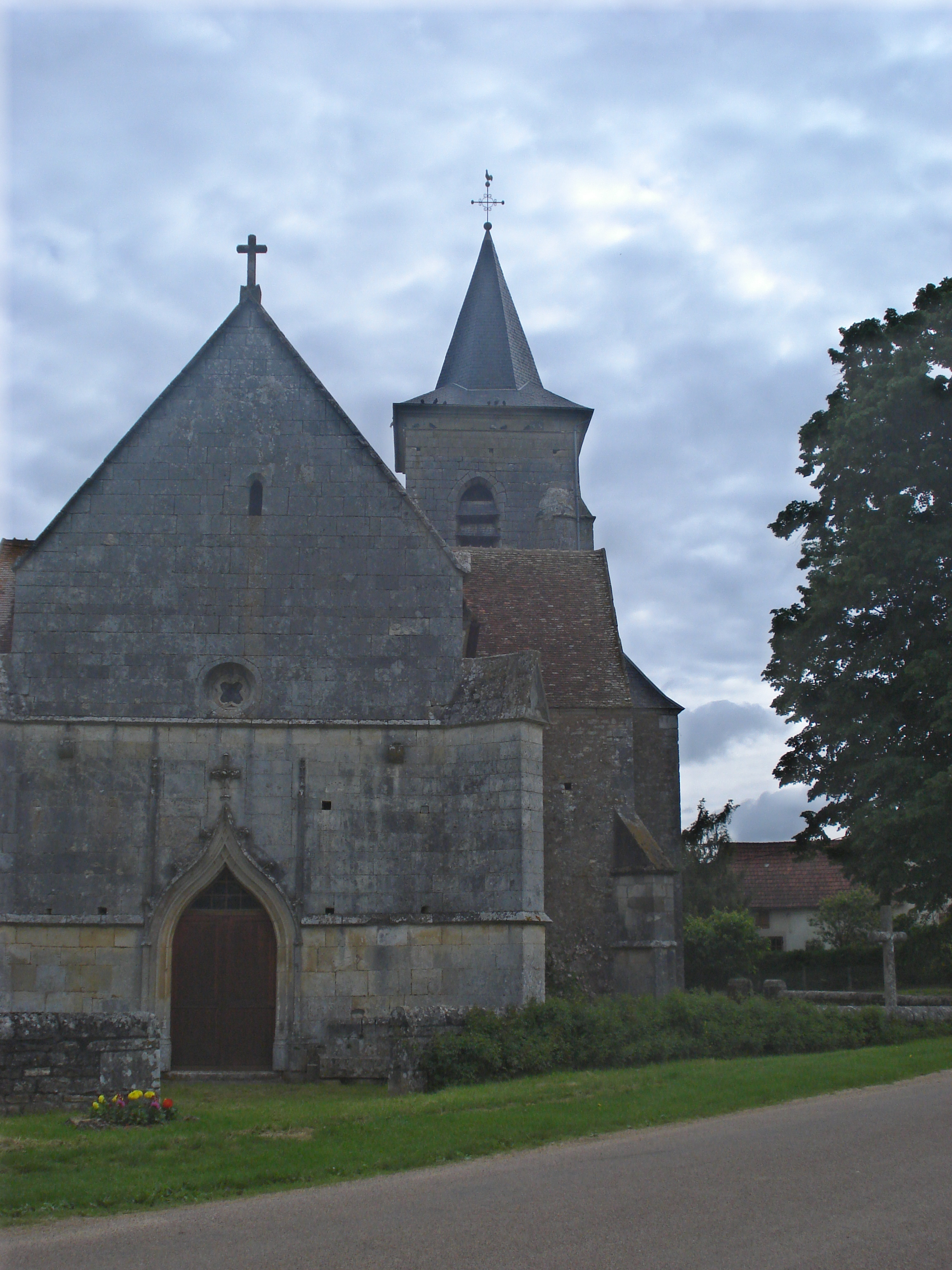
Kirche Saint-Martin

- Kirche Saint-Martin